# Фрінет
ТОВ «ФРІНЕТ» або О₃ — один із найбільших національних інтернет-провайдерів України у складі «Vodafone Україна». Надає послуги в місті Києві, а також у 9 областях України. Надає послуги під торговельною маркою О₃, яка нагадує хімічну формулу озону. 

## Історія
Компанія була заснована 27 грудня 1996 року у місті Києві.
Станом на 2023 рік провайдер обслуговує понад 163 тисячі абонентів. Компанія надає послуги широкосмугового доступу до мережі Інтернет у місті Києві, Дніпропетровській, Житомирській, Запорізькій, Івано-Франківській, Львівській, Київській, Рівненській, Хмельницькій та Чернігівській областях.
23 серпня 2023 року, компанія «Vodafone Україна» оголосила про придбання інтернет-провайдера «ФРІНЕТ».

## Діяльність
У своїх мережах компанія використовує технології FTTx з використанням як 10- так і 40-гігабітних оптоволоконних магістралей, що дозволяє їй надавати послуги з використанням каналів зі швидкістю 1 гбіт/с.
Окрім домашнього інтернету, провайдер також надає послуги IPTV та підключення до онлайн кінотеатру Megogo.
За даними онлайн-видання InternetUA, компанія «ФРІНЕТ» — входить до 10 найбільших інтернет-провайдерів України.
Посідає друге місце за динамікою росту компанії, та третє місце у загальному рейтингу[джерело?]. Головним напрямком роботи є забезпечення безперешкодного доступу громадян до інтернету.
Входить до п'яти найшвидкісніших кабельних провайдерів України 2018 року, за рейтингом видання «Економічна правда». У дослідженні заміри швидкості проводила міжнародна компанія nPerf з Франції, яка має сервіс для тестування інтернет-підключення.